# Glycyphana illusa
Glycyphana illusa är en skalbaggsart som beskrevs av Oliver Erichson Janson 1881. Glycyphana illusa ingår i släktet Glycyphana och familjen Cetoniidae. Inga underarter finns listade i Catalogue of Life.